# Lorsch
Lorsch este un oraș în sudul districtului Bergstraße. Orașul este cunoscut prin Mănăstirea Lorsch, înscrisă în anul 1991 pe lista patrimoniului cultural mondial UNESCO. Din 2010 orașului i se spune și „Karolingerstadt”.

## Geografie
Lorsch - denumit ca „Das Tor zur Bergstraße” - se află la aproximativ 5 km vest de Bergstraße, mai exact între Einhausen și Heppenheim. Se află în Valea Rinului superior puțin la vest de Odenwald între Darmstadt în nord și Mannheim în partea de sud. Orașul este aproape de vestul cursului inferior al râului Weschnitz. În sud estul orașului se află rezervația naturală Weschnitzinsel.

### Zone limitrofe
Lorsch se învecinează la nord cu comuna Einhausen și orașul Bensheim, la est de orașul Heppenheim, la sud-est de comuna Laudenbach și orașul Hemsbach (atât Rhein-Neckar-Kreis, Baden-Württemberg), în partea de sud a orașului Lampertheim, și în partea de vest a orașului Bürstadt.

## Cultura și obiective turistice

### Teatre
- Musiktheater REX
- Kleinkunstbühne Sapperlot[2]

### Muzee
- Museumszentrum Lorsch (Centrul muzeal Lorsch), cu departamentele de istorie monahală și folclor, și muzeul de tutun.

### Clădiri

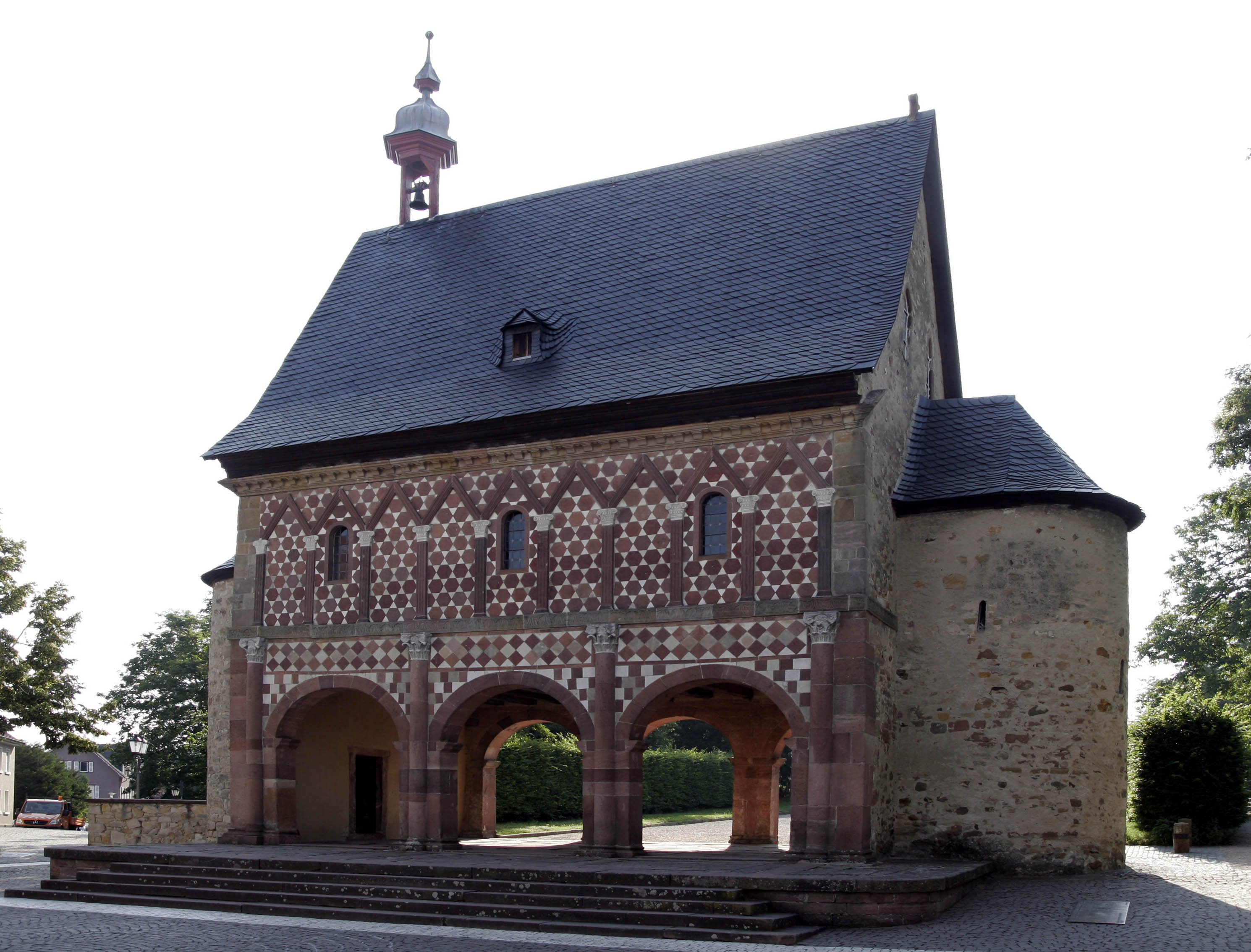
Lorsch – Mănăstirea (Königshalle – Hala regală)

- Kloster Lorsch (Mănăstirea Lorsch), (1250) cu Königshalle (Sala regelui)
- Lorscher Rathaus (Primăria din Lorsch), (1714-1715)
- Wamsler'sche Haus
- Cea mai veche casa Fachwerkhaus, situată pe strada Stiftstraße 19
- Weiße Kreuz, cel mai vechi han din Lorsch, menționat pentru prima dată în 1563
- Palais von Hausen (1776)
- Katholische Pfarrkirche (Parohia catolică) (1753)
- Evangelische Kirche (Biserica evanghelică) (1896)
- Podul Wattenheimer Brücke - o construcție istorică din secolul al 18-lea